# Jan Władysław Brzostowski
Jan Władysław Brzostowski (ur. w 1646 roku – zm. 29 września 1710 roku) – kasztelan trocki w latach 1705-1710, referendarz litewski w 1681 roku, pisarz wielki litewski w latach 1672-1698, poseł na sejmy, starosta subocki i oziacki.
Pochodził z małopolskiej rodziny szlacheckiej (herbu Strzemię), osiadłej na Litwie. Był synem Cypriana Pawła Brzostowskiego (zm. 1688), sekretarza królewskiego, kasztelana i wojewody trockiego. Jan Władysław urodził się w wielodzietnej rodzinie i był bratem m.in. biskupa wileńskiego Konstantego Brzostowskiego.
Poślubił Konstancję Mleczko, córkę Wiktoryna Konstantego Mleczko, starosty żmudzkiego, i miał z nią synów:
- Józefa Brzostowskiego (zm. 1745) – pisarza wielkiego litewskiego i starostę bystrzyckiego;
- Konstantego Benedykta Brzostowskiego – kasztelana mścisławskiego (1715).

Miał też cztery córki:
- Rozalię (zm. 1746), poślubioną przez Jana Ludwika Broel-Platera (zm. 1736), wojewodę inflanckiego;
- Rachelę (zm. po 1712), którą poślubił Andrzej Kazimierz Kryszpin-Kirszensztein (zm. 1704), wojewoda witebski;
- Teresę, poślubioną ok. 1701 roku przez księcia Marcjana Michała Ogińskiego, kasztelana i wojewodę witebskiego;
- Joannę.

W 1669 roku został starostą subockim, w 1674 oziackim, w 1672 pisarzem litewskim, a w 1681 referendarzem litewskim. Wielokrotnie był posłem na konwokacje i sejmy. W 1705 został kasztelanem trockim.
Był członkiem konfederacji generalnej zawiązanej 15 stycznia 1674 roku na sejmie konwokacyjnym. Poseł sejmiku smoleńskiego na sejm zwyczajny 1688 roku, sejm nadzwyczajny 1688/1689 roku.
Poseł sejmiku starodubowskiego na sejm zwyczajny 1677 roku.
Elektor Jana III Sobieskiego z powiatu oszmiańskiego w 1674 roku.
Jest współautorem (wraz z Janem Billewiczem) Ordynacji ekonomii szawelskiej.
Był członkiem konfederacji olkienickiej w 1700 roku.